# Columbia River Crossing

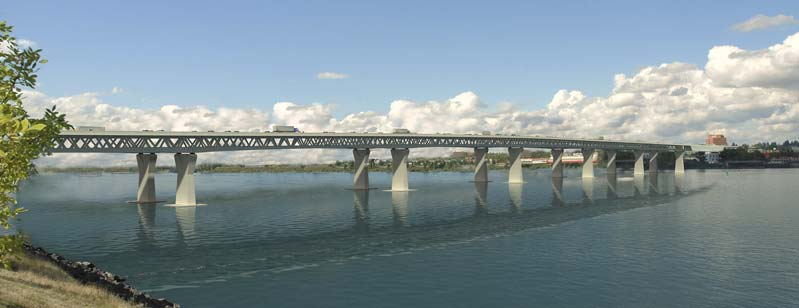
Představa mostu

Columbia River Crossing je vzájemný megaprojekt mezi ministerstvy dopravy amerických států Washington a Oregon, který se zaměřuje na problémy s mezistátní dálnicí Interstate 5 v místě, kde překonává řeku Columbii. Byl založen v roce 2005 za účelem co nejlépe nahradit nynější Mezistátní most a další záležitosti jižně do křižovatky I-5 s Washington State Route 500. Partnery projektu jsou města Portland a Vancouver, Regionální dopravní rada jihozápadního Washingtonu, dopravní společnosti C-Tran a TriMet, regionální plánovací organizace Metro a také se na něm podílejí Federální dopravní správa a Federální správa dálnic.
Koncept prohlášení o dopadech na životní prostředí byl vydán v květnu 2008 a jeho finální vydání přišlo v září 2011. Preferovaný koncept v květnu 2011 bude stát zhruba 3,1 až 3,6 miliardy dolarů za pět mil dálnice, který bude zahrnovat dvouplošinový příhradový most s deseti pruhy dálnice na horní plošině a veřejnou dopravou, cyklistickou a pěší stezkou dole. Plánovaná stavba byla v roce 2013 zrušená.